# Nikolaj Bolsjakov
Nikolaj Valerjevitj Bolsjakov (ryska: Николай Валерьевич Большаков), född den 20 december 1967, är en rysk för detta längdåkare som tävlat sedan 2000. 
Bolsjakov har bara tävlat i sprint i världscupen och har som bäst slutat på 32:a plats. Hans enda stora merit är att han körde sista sträckan i det ryska stafettlag som slutade på tredje plats vid VM 2005 i Oberstdorf.